# Saqba
Saqba (em árabe: سقبا, também escrita Sakba ou Siqba) é uma cidade no sul da Síria. Administrativamente faz parte da Zona Rural de Damasco, 7 km a leste do centro de Damasco. As localidades próximas incluem Jisrin ao sudeste, Kafr Batna e Hizzah ao sudoeste e Hamouriyah e Beit Sawa ao norte. De acordo com o Escritório Central de Estatística da Síria (CBS), Saqba tinha uma população de 25 696 no censo de 2004.